# Фаузия Нави
Фа́узия На́ви (малайск.  Fauziah Nawi ); (26 июня 1953, Ипох) (среди друзей Уми) — малайзийская актриса и режиссёр.

## Краткая биография
Училась в средней школе для девочек в Ипохе, а с 1970 года, когда семья переехала в Куала-Лумпур, в средней школе для девочек на улице Ампанг. С 1976 года по 1995 гг. работала диктором радио (программа «Доброе утро, Малайзия» «Радио-4», затем «Радио-3» и «Радио-1»).

## Артистическая деятельность
Рано проявила актёрские и музыкальные способности. Танцевала, пела и выступала в театральных постановках в школе. В 1971 и 1972 гг. участвовала в конкурсе «Звёзды телевидения». Пела дуэтом с Уджи Рашидом и записала совместно с ним пластинку, выезжала на гастроли в Гонконг и Японию.
Актёрскому мастерству училась у Мустафы Нура и Ахмала Ятима. В 2003 году основала две студии: «Театральная мастерская Фаузии Нави» (Sanggar Teater Fauziah Nawi) и «Театральная мастерская Фаузии Нави для детей» (Sanggar Teater Kanak-Kanak Fauziah Nawi).
Поставила несколько телесериалов («Свадебное платье сестрицы Лонг», «Друг», «Азлина», «Чистая любовь», «Берег шепчет» и др.), снялась в нескольких фильмах, в том числе в картине «Пожалейте Салму» (приз за лучшую женскую роль второго плана).
Участвовала в подготовке телепередачи «Академия фантазия» (сезоны 2, 4, 6) и реалити-шоу «Король шутов» на кабельном телевидении «Астро» (сезон 3). С 1999 по 2001 гг. преподавала в Киноакадемии Малайзии, а также в Институте вещания им. Абдул Разака. Записала несколько альбомов с песнями: «Hitam Manis Berseri» (1974), «Kasihku Kasihmu» (1975), «Ayah dan Ibu» (2012). Участвовала в озвучке фильма «Классный мюзикл» (1-2).

## Театральные постановки
- «Азлина»
- «Один миллион ринггитов»
- «Эгоист»
- "На склоне «экватора»
- «Двойной гранат»
- «Аль-Иршад»
- «Различия»
- «Закат ещё не красен»
- «Чудесный край»
- «Рука отца»
- «Девушки Куала-Лумпура»
- «Примадонна»
- «От звезды к звезде» (по произведениям Усмана Аванга; две версии: в 2002 и в 2015 гг.)[5][6]
- «Опера Аю Чендана»
- «Ток Римау» (мюзикл)
- «Салина» (по роману Абдула Самада Саида)
- «Суховей»
- «Тёмная ночь на холмах Дамансары»
- «Корпоратив»
- «Си Беренг-Беренг»
- «Душа»
- «Возвращение»
- «Верёвка»
- «Махсури» (2009)
- «Танцы воинов» (2000, гастроли в Лондоне)
- «Любовь Джулии» (мноноспектакль, 2011, гастроли в Сингапуре)[7]
- «Три лица» (моноспектакль, 2011)
- «Обманутые» (2015)
- «Тон Перак» (малайская опера)
- «Сити Зубайда» (малайская опера)
- «Маски» (по произведениям Бахи Заина, 2008, 2014)

## Роли в кино[8]
| Год  | Фильм                                     | Роль               |
| ---- | ----------------------------------------- | ------------------ |
| 1981 | Суперзвезда                               | Роль второго плана |
| 1987 | Красная роза                              | Роль второго плана |
| 1988 | Мандала татарского захватчика (Индонезия) | снималась          |
| 1995 | Пожалейте Салму                           | Дасима             |
| 2004 | Убежать в небо                            | Роль второго плана |
| 2004 | Необычная любовь                          | Мак Тон            |
| 2006 | Красная кебая                             | Мак Чик (тётушка)  |
| 2007 | Дива                                      | Мак Чик Сери       |
| 2007 | Кабил Кушри и Кабил Игам                  | Тиджа              |
| 2007 | Цветы нашей жизни (ФРГ)                   | Намира             |
| 2008 | Загробный мир                             | Консультант        |
| 2008 | Киносценарий. Эпизод 1                    | Мак Дрифт          |
| 2009 | Ангел смерти                              | Бубушка Джи-Джи    |
| 2010 | Настоящий бедлам                          | Роль второго плана |
| 2011 | Курафат: обещание дьявола                 | Мак Джохан         |
| 2011 | Одердимый                                 | Зайтон             |
| 2012 | Ура! Ура!                                 | Ненда Зайна        |
| 2013 | Золушка                                   | Мак Джа            |
| 2014 | Любимая                                   | Розита             |
| 2015 | Жало гангстер рока                        | Мак Шейк           |

## Награды
- Лучшая актриса второго плана на 12 Кинофестивале Малайзии («Пожалейте Салму», 1995)

## Семья
- Отец Нави Мухри
- Мать Салмия Сидик
- Братья Пойзи Нави, Мустафа Фузер Нави (дирижёр Национального симфонического оркестра), Фазида Нави, Хасран Нави.
- Муж Мохаммад Ханиф Гедек (с 1975 г., умер в 1996)
- Дети Мохаммад Фирдаус Мохаммад Ханиф (или Пит Ханиф 1976 г.р.) и Сити Нур Фатеха Ханиф (1978 г.р.).